# Atractus pamplonensis
Atractus pamplonensis là một loài rắn trong họ Colubridae. Loài này được Amaral mô tả khoa học đầu tiên năm 1937.